# Mexicana Universal Campeche
Mexicana Universal Campeche (hasta 2016 llamado Nuestra Belleza Campeche) es un concurso a nivel estatal en el estado Campeche, México, que selecciona a la representante estatal rumbo al certamen nacional Mexicana Universal (antes llamado Nuestra Belleza México), aspirando así a representar al país a nivel internacional en alguna de las plataformas que se ofrecen.
La organización estatal ha logrado los siguientes resultados desde 1994:
- Ganadoras: 1 (2001)
- Top 10/11/12: 1 (2015)
- Top 15/16: 1 (1997)
- Top 20/21: 1 (2004)
- Sin clasificación: 18 (1994, 1995, 1996, 1998, 1999, 2002, 2005, 2006, 2007, 2008, 2009, 2010, 2011, 2013, 2017, 2019, 2021, 2022)
- Ausencias: 5 (2000, 2003, 2012, 2014, 2018)

#### Reinas Nacionales
- Diana Juárez -  Miss Costa Maya México 2003 (Designada)
- Tatiana Rodríguez - Nuestra Belleza Mundo México 2001
- Barbara Macossay -  Miss Costa Maya México 1998 (Designada)

## Reinas Titulares
A continuación se presentan los nombres de las ganadoras anuales de Mexicana Universal Campeche, enumeradas en orden ascendente, así como los resultados obtenidos durante el certamen nacional de Mexicana Universal. Así mismo se destacan en algún color las reinas estatales que representaron al país en alguna franquicia actual o que tuvo la organización nacional a través de los años.
| Franquicias actuales: - Compitió en Miss International. - Compitió en Miss Grand International. - Compitió en Miss Charm. - Compitió en Reina Hispanoamericana. - Compitió en Miss Orb International. - Compitió en Nuestra Latinoamericana Universal. | Antiguas franquicias: - Compitió en Miss Universe. - Compitió en Miss World. - Compitió en Miss Continente Americano. - Compitió en Miss Costa Maya International. - Compitió en Miss Atlántico Internacional. - Compitió en Miss Verano Viña del Mar. - Compitió en Reina de la Atlantida. - Compitió en Reina Internacional del Café. - Compitió en Reina Internacional de las Flores. - Compitió en Señorita Continente Americano. - Compitió en Nuestra Belleza Internacional. |

| Año                                                                       | Reina Titular                                                                           | Originaria                                                                              | Clasificación                                                                           | Premio Especial                                                                         | Notas |
| 2025                                                                      | Carolina Ortiz Aquino                                                                   | Campeche                                                                                | Por Participar                                                                          |                                                                                         | |
| 2024                                                                      | Debido a cambios en las fechas del certamen nacional, no hubo elección estatal este año | Debido a cambios en las fechas del certamen nacional, no hubo elección estatal este año | Debido a cambios en las fechas del certamen nacional, no hubo elección estatal este año | Debido a cambios en las fechas del certamen nacional, no hubo elección estatal este año | Debido a cambios en las fechas del certamen nacional, no hubo elección estatal este año                                                                            |
| 2023                                                                      | Gabriela Paola Gutiérrez Guerrero                                                       | Campeche                                                                                | No Compitió                                                                             |                                                                                         | - Top 16 en Miss México 2018 - Miss Campeche 2017 - Reina del Carnaval de Campeche 2017 - 1.ª Finalista en Teen Universe México 2015 - Teen Universe Campeche 2015 |
| 2022                                                                      | Alexia de Jesús Paredes Buenfil                                                         | Champotón                                                                               | -                                                                                       | -                                                                                       | - |
| 2021                                                                      | Jessica Jayleen Terán Castilla                                                          | Ciudad del Carmen                                                                       | -                                                                                       | -                                                                                       | - Reina de los Juegos Florales Nacionales 2017 |
| 2020                                                                      | Debido a la contingencia por la pandemia Covid-19, no hubo elección estatal este año    | Debido a la contingencia por la pandemia Covid-19, no hubo elección estatal este año    | Debido a la contingencia por la pandemia Covid-19, no hubo elección estatal este año    | Debido a la contingencia por la pandemia Covid-19, no hubo elección estatal este año    | Debido a la contingencia por la pandemia Covid-19, no hubo elección estatal este año                                                                               |
| 2019                                                                      | Ivanna Díaz Vázquez                                                                     | Ciudad del Carmen                                                                       | -                                                                                       | -                                                                                       | - Top 16 en Teen Universe México 2016 - Teen Universe Campeche 2016                                                                                                |
| 2018                                                                      | No se envió candidata este año                                                          | No se envió candidata este año                                                          | No se envió candidata este año                                                          | No se envió candidata este año                                                          | No se envió candidata este año |
| 2017                                                                      | María de Jesús Rodríguez Toledo                                                         | Escárcega                                                                               | -                                                                                       | -                                                                                       | - Compitió en Mexicana Universal Quintana Roo 2017 |
| Hasta el año 2016 el titulo estatal fue nombrado Nuestra Belleza Campeche |                                                                                         |                                                                                         |                                                                                         |                                                                                         | |
| 2016                                                                      | No se envió candidata este año                                                          | No se envió candidata este año                                                          | No se envió candidata este año                                                          | No se envió candidata este año                                                          | No se envió candidata este año |
| 2015                                                                      | Ana Lilia Alpuche Tovar                                                                 | Campeche                                                                                | Top 10                                                                                  | -                                                                                       | - The Miss Globe México 2014 - Miss Earth México-Air 2013 - Miss Earth Campeche 2013                                                                               |
| 2014                                                                      | No se envió candidata este año                                                          | No se envió candidata este año                                                          | No se envió candidata este año                                                          | No se envió candidata este año                                                          | No se envió candidata este año |
| 2013                                                                      | Silvia Minerva García Cruz                                                              | Ciudad del Carmen                                                                       | -                                                                                       | -                                                                                       | - Princesa del Carnaval del Carmen 2010 |
| 2012                                                                      | No se envió candidata este año                                                          | No se envió candidata este año                                                          | No se envió candidata este año                                                          | No se envió candidata este año                                                          | No se envió candidata este año |
| 2011                                                                      | Karla Eugenia Buenfil Ayala                                                             | Campeche                                                                                | -                                                                                       | -                                                                                       | - |
| 2010                                                                      | Michelle Arjona Hernández                                                               | Campeche                                                                                | -                                                                                       | -                                                                                       | - |
| 2009                                                                      | Laura Gabriela Rodríguez Toraya                                                         | Escárcega                                                                               | -                                                                                       | -                                                                                       | - |
| 2008                                                                      | Nazli Gantus Bernés                                                                     | Campeche                                                                                | -                                                                                       | -                                                                                       | - |
| 2007                                                                      | Rossina Isabel Saravia Lugo                                                             | Campeche                                                                                | -                                                                                       | -                                                                                       | - |
| 2006                                                                      | Irlanda Ana Luisa Campos López                                                          | Campeche                                                                                | -                                                                                       | -                                                                                       | - |
| 2005                                                                      | Sonia Carolina Tatua Castilla                                                           | Campeche                                                                                | -                                                                                       | -                                                                                       | - |
| 2004                                                                      | María Beatríz Ortegón Baqueiro                                                          | Campeche                                                                                | Top 20                                                                                  | -                                                                                       | - |
| 2003                                                                      | No se envió candidata este año                                                          | No se envió candidata este año                                                          | No se envió candidata este año                                                          | No se envió candidata este año                                                          | No se envió candidata este año |
| 2002                                                                      | Diana Juárez Rodríguez de la Gala                                                       | Campeche                                                                                | -                                                                                       | Mejor Traje Típico                                                                      | - Compitió en Miss Costa Maya International 2003 - Miss Costa Maya México 2003 - Hermana gemela de Samantha Juárez Designada Campeche 2004                         |
| 2001                                                                      | Tatiana Rodríguez Romero                                                                | Ciudad del Carmen                                                                       | Nuestra Belleza Mundo México                                                            | -                                                                                       | - Compitió en Miss Mundo 2001 - Hija de María Romero Señorita Campeche 1973                                                                                        |
| 2000                                                                      | No se envió candidata este año                                                          | No se envió candidata este año                                                          | No se envió candidata este año                                                          | No se envió candidata este año                                                          | No se envió candidata este año |
| 1999                                                                      | Jocelyn Selem Trueba                                                                    | Campeche                                                                                | -                                                                                       | Mejor Traje Típico                                                                      | - |
| 1998                                                                      | Kathia Patricia Villegas Heredia                                                        | Campeche                                                                                | -                                                                                       | -                                                                                       | - |
| 1997                                                                      | Barbara Macossay Arteaga                                                                | Campeche                                                                                | Top 16                                                                                  | -                                                                                       | - Compitió en Miss Costa Maya International 1998 - Miss Costa Maya México 1998 - Hermana de Tatiana Macossay Señorita Campeche 1995                                |
| 1996                                                                      | Liliana Rendis Buenfil                                                                  | Campeche                                                                                | -                                                                                       | -                                                                                       | - Reina del Carnaval de Campeche 1996 |
| 1995                                                                      | Eddy Esther Magaña Dominguez                                                            | Campeche                                                                                | -                                                                                       | -                                                                                       | - |
| 1994                                                                      | Claudia Esperanza Santini Sosa                                                          | Campeche                                                                                | -                                                                                       | -                                                                                       | - |

## Concursantes designadas
A partir del año 2000, se abrió la posibilidad de que los estados de la República tuvieran más de una candidata, esto como consecuencia de que algunos estados no enviaran candidatas por alguna razón. Las siguientes concursantes de Campeche fueron invitadas a competir en el certamen nacional junto con la reina titular, obteniendo en algunos casos mejores resultados.

| Año  | Reina Titular                        | Originaria | Clasificación | Premio Especial | Notas |
| 2004 | Samantha Juárez Rodríguez de la Gala | Campeche   | Top 20        | -               | - 1.ª Finalista en Nuestra Belleza Campeche 2004 - Hermana gemela de Diana Juárez Nuestra Belleza Campeche 2002 |